# Lend Me A Tenor (musical)
Lend Me A Tenor és un musical amb llibret i lletres de Peter Sham i música de Brad Carrol. Està basat en l'obra homònima de Ken Ludwig. Hi ha diversos canvis notables respecte a l'obra, incloent l'eliminació del personatge de Frank the Bellhop (un dels personatges principals de l'obra) i afegint cognoms a diversos personatges.

## Produccions
Lend Me A Tenor va ser presentada al maig del 2006 com una lectura dramatitzada com a part del Projecte de Nous Dramaturgs Estatunidencs del Festival Shakespearià de Utah a Cedar City (Utah), seguit per diverses relectures i una producció com a part del FSU durant l'estiu de 2007, per la que rebé crítiques entusiastes.
L'espectacle va estar un període de proves al Theatre Royal de Plymouth, representant-se entre el 24 de setembre i el 6 d'octubre del 2010, dirigit per Ian Talbot. D'allà començà les prèvies al Gielgud Theatre del West End londinenc, el mateix teatre on s'havia estrenat l'obra original el 1986; iniciant-se les prèvies el 2 de juny del 2011 i estrenant-se el dia 15. El show tancà el 6 d'agost del 2011, amb els productors Martin Platt i David Elliot afirmant que "malgrat les notícies molt positives de la premsa i els grans aplaudiments cada nit, això no s'ha traslladat a la venda d'entrades i creiem que el millor pels interessos de tots és tancar la producció."

## Sinopsi
És 1934, i el principal tenor del món, Tito Merelli, va a Cleveland, Ohio, per salvar la seva Gran Companyia d'Òpera cantant Otello. Quan de cop i volta queda inesperadament incapacitat, Max, el tendre ajudant del director, rep la desalentadora tasca de trobar un substitut de darrera hora. El caos segueix: incloent una soprano intrigant, un tenor ingenu, una esposa gelosa i el departament de policia de Cleveland.

## Números musicals
| I Acte - Overture — Orquestra - "Verdi's Otello/I/1" — Conjunt - "Where the Hell is Merelli?" — Saunders, Max & Conjunt - "Fling" — Maggie & Max - "Where the Hell is Merelli?" (Reprise) — The Opera Guild Ladies - "How 'Bout Me?" — Max & Saunders - "For the Love of Opera" — Conjunt - "Facciamo L'Amor" — Tito & Maria - "The Last Time" — Maria - "Be Yourself" — Tito & Max - "Before You Know It" — Max - "How 'Bout Me?" — Saunders & Max - Act I Finale — Saunders, Max & Conjunt | II Acte - Entr'acte — Orquestra - "Il Stupendo" — Conjunt - "Lend Me a Tenor" — Maggie & Max - "May I Have a Moment?" — Diana & Tito - "Il Stupendo" (Reprise) — Maggie, Max, Diana & Saunders - "Il Stupendo" (Reprise) — The Opera Guild Ladies, Tito & Conjunt - "Knowing What I Know" — Max - "The Last Time" (Reprise) — Maria - Finale — Company |

## Repartiment original de Londres
| Personatge       | Actor original del West End |
| ---------------- | --------------------------- |
| Henry Saunders   | Matthew Kelly               |
| Maria Merelli    | Joanna Riding               |
| Max Garber       | Damian Humbley              |
| Tito Merelli     | Michael Matus               |
| Diana Divane     | Sophie-Louise Dann          |
| Maggie Saunders  | Cassidy Janson              |
| Opera Guild Lady | Gay Soper                   |

## Premis i nominacions

### Producció original de Londres
| Any  | Premi                  | Categoria                                             | nominat            | Resultat |
| ---- | ---------------------- | ----------------------------------------------------- | ------------------ | -------- |
| 2012 | Premi Laurence Olivier | Millor Actuació en un Paper de Repartiment de Musical | Sophie-Louise Dann | nominada |